# 니콜라스 틴베르헌

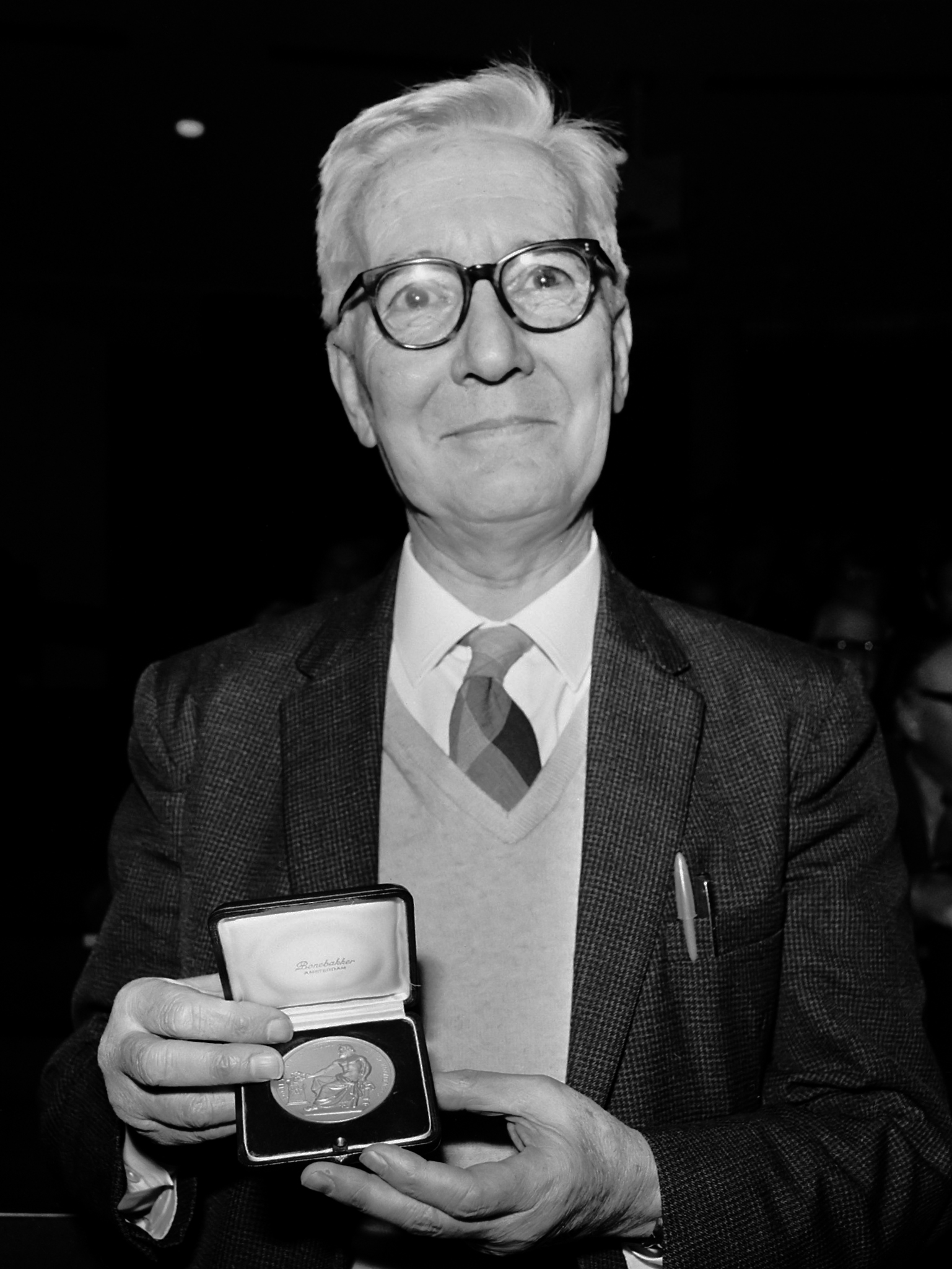

니콜라스 "니코" 틴베르헌(Nikolaas "Niko" Tinbergen, 1907년 4월 15일 ~ 1988년 12월 21일)은 네덜란드의 생물학자, 조류학자로, 1973년 카를 폰 프리슈, 콘라트 로렌츠와 함께 노벨 생리학·의학상을 공동수상하였다. 형님 얀 틴베르헌은 1969년 노벨 경제학상을 수상하여 유일하게 형제 수상자이다.
1951년 동물행동학에 대한 저명한 저서인 《본능의 연구》(The Study of Instinct)를 출간했다. 1923년 레이던 대학교에 입학하여 생물학 학사학위를 취득후 옥스퍼드 대학교 교수가 되었으며, 리처드 도킨스의 스승이다.

## 4개의 질문
니콜라스 틴베르헌은 과학적방법에서 동물행동학을 위해 다음과 같은 4개의 키워드인 틴버겐의 네 가지 질문를 언급한바있다.
인과관계(causation 또는 mechanism), 발달(development),진화(evolution),기능(funtion)

## 같이 보기
- 콘라트 로렌츠
- 카를 폰 프리슈